# Geostiba balsamensis
Geostiba balsamensis är en skalbaggsart som beskrevs av Roberto Pace 1997. Geostiba balsamensis ingår i släktet Geostiba och familjen kortvingar. Inga underarter finns listade i Catalogue of Life.